# Preben Blach
Preben Geo Mollerup Blach (født 15. december 1920 på Frederiksberg, død 28. marts 2007 i Søllerød) var en dansk hockeyspiller, der deltog på det danske landshold ved OL 1948 i London. Preben Blach spillede for henholdsvis Københavns Hockeyklub og Skovshoved IF og opnåede i alt 17 landskampe i perioden 1941-1954.
Ved OL i 1948 blev Danmark nummer 13 og sidst efter tre nederlag og et uafgjort resultat i den indledende pulje; dermed var Danmark elimineret fra turneringen. Preben Blach spillede alle fire kampe og scorede Danmarks eneste mål i nederlaget på 1-4 til Holland.
Preben Blach kom fra en hockeyfamilie. Han var søn af Arne Blach, der deltog på hockeylandsholdet ved OL 1928 og 1936. Hans onkler var Ejvind og Svend Blach, der begge spillede på hockeylandsholdet ved OL 1920.
Preben Blach blev udnævnt til årets spiller i Skovshoved i 1943, hvilket hans far også var blevet i 1939.